# سارا اشتون-سیریلو
سارا اشتون-سیریلو (به انگلیسی: Sarah Ashton-Cirillo)(زاده ۹ ژوئیهٔ ۱۹۷۷) روزنامه‌نگار آمریکایی است.
او یک زن ترنس است.
او به عنوان سخنگوی نیروهای دفاع سرزمینی اوکراین کار کرده است.